# Festa a Figueres
Festa a Figueres es una  obra atribuïda a Salvador Dalí, es remunta al període de 1914 a 1916. Durant aquest temps en la seva carrera, Dalí va ser influenciat per l'impressionisme, un moviment conegut per seu enfocament en la captura de la impressió en el moment i el joc de llum, a través de pinzellades vibrants i l'atenció als elements atmosfèrics. L'obra d'art es troba dins de la categoria de pintura de gènere, representant escenes de la vida quotidiana d'una manera que posa l'accent en els costums i normes socials d'una cultura o temps en particular.
L'obra presenta una escena nocturna a l'aire lliure, il·luminada per un esclat central i explosiu de llum que suggereix un foc de foc o una foguera. El cel nocturn, adornaten blau profund, corona l'escena amb un gran arc circular, aportant un dramàtic fons d'alt contrast que accentua la exhibició lluminosa.
Sota l'arc, es reuneixen multitud de persones participant en una ocasió festiva a Figueres. Els convidats, vestits amb una gamma de vestimenta fosca i lleugera, s'enfronten cap a l'espectacle de la llum, les seves escenes indiquen moviment i compromís amb l'esdeveniment.
Les figueres en primer pla i de fons es mostren amb diversos graus de detall;alguns simplement s'inclinen amb extensions abstractes de color, mentre que altres tenen contorns més definits,contribuint a un sentit de profunditat i l'activitat bulliciosa d'una celebració. L'aplicació de la pintura és solta i expressiva, amb un evident interès en la interacció entre la llum i l'ombra, així com la naturalesa ràpida i fugaç de l'exhibició de focs artificials festius. Aquesta tècnica genera una atmosfera dinàmica i vibrant, capturant l'essència del moment en lloc de la seva descripció exacta i detallada